# Pogan
Pogan (mađ. Pogány, nje. Pogern) je selo u južnoj Mađarskoj.
Zauzima površinu od 11,55 km četvornih.

## Zemljopisni položaj
Nalazi se na 45° 58' 48" sjeverne zemljopisne širine i 18° 15' 36" istočne zemljopisne dužine. Sjeveroistočno od Pogana se nalazi Pogansko jezero. Egrag je 2,5 km istočno, Sukit je 1,5 km jugoistočno, Nijemet je 2 km južno-jugozapadno, Salanta je 3 km u istom pravcu, Boštin 4 km u istom pravcu, Kukinj je 4 km sjeverozapadno,a Udvar je 2 km sjeveroistočno.

## Upravna organizacija
Upravno pripada Pečuškoj mikroregiji u Baranjskoj županiji. Poštanski broj je 7666. 

## Promet
- zračna luka Pogan

## Stanovništvo
Pogan ima 1083 stanovnika (2001.).
U Poganu djeluje jedinica hrvatske manjinske samouprave.
Mjesni Hrvati pripadaju skupini bošnjačkih Hrvata i čine 11,6% stanovnika. U Poganu još živi nekoliko Roma, Poljaka i Srba.
Mađari su većina u selu. Nijemci, koji u selu imaju manjinsku samoupravu, čine devetinu stanovnika. 
54% stanovnika su rimokatolici, 11,6% je luterana, bez vjere je 18%, 4% kalvinista, nekoliko grkokatolika te ostali.

## Vanjske poveznice
- (mađ.) Pogány Község Önkormányzatának honlapja
- (mađ.) Pécs-Pogány repülőtér
- (mađ.) Pogány a Vendégvárón  Arhivirana inačica izvorne stranice od 25. lipnja 2004. (Wayback Machine)
- Pogan na fallingrain.com